# Saint-Aubin-lès-Elbeuf
Saint-Aubin-lès-Elbeuf é uma comuna francesa na região administrativa da Normandia, no departamento de Sena Marítimo. Estende-se por uma área de 5,79 km². Em 2010 a comuna tinha 8 353 habitantes (densidade: 1 442,7 hab./km²).498 hab/km².